# Максимилиан фон Ербах-Шьонберг
Максимилиан фон Ербах-Шьонберг (на немски: Maximilian Graf zu Erbach-Schönberg; * 7 април 1787, Цвингенберг, регион Дармщат, Южен Хесен; † 1 юни 1823, дворец Шьонберг при Бенсхайм) е граф на Ербах-Шьонберг, господар на Бройберг, ритмайстер, наследствен член на 1. Камера на Великото херцогство Хесен (17 януари 1820) и народен представител.

## Биография
Той е вторият син, третото дете, на пруския генерал-майор граф Густав Ернст фон Ербах-Шьонберг (1739 – 1812) и съпругата му графиня Хенриета Кристиана фон Щолберг-Щолберг (1753 – 1816), дъщеря на граф Кристоф Лудвиг II фон Щолберг-Щолберг (1703 – 1761) и графиня Луиза Шарлота фон Щолберг-Росла (1716 – 1796).
Максимилиан следва от 1806 г. в университета в Хайделберг и от 1811 в университета в Гьотинген. През 1813 г. се бие като „ритмайстер“ в пруската войска срещу Франция. След смъртта на баща му той поема през 1816 г. племенното господство и от 1820 г. е в Първата камера на племената във Великото херцогство Хесен. Понеже боледува той не може да участва в съвещанията на камерата.
Максимилиан фон Ербах-Шьонберг умира на 36 години на 1 юни 1823 г. в Шьонберг. Брат му Емил поема господството.

## Фамилия
Максимилиан фон Ербах-Шьонберг се жени на 25 юли 1815 г. в Утфе за графиня Фердинанда София Шарлота Фридерика Золмс-Рьоделхайм-Асенхайм (* 23 февруари 1793, Лаубах; † 31 март 1859, Шьонберг), дъщеря на граф Фолрат Фридрих Карл Лудвиг фон Золмс-Рьоделхайм-Асенхайм (1762 – 1818) и графиня Филипина Шарлота София фон Золмс-Лаубах (1771 – 1807). Най-малката му сестра графиня Луиза Амалия (1795 – 1875) се омъжва на 1 януари 1824 г. в Шьонберг за нейния брат Карл Фридрих Лудвиг Кристиан Фердинанд фон Золмс-Рьоделхайм-Асенхайм (1790 – 1844).
Максимилиан и Фернанда София имат една дъщеря:
- Матилда фон Ербах-Шьонберг (* 1 април 1816, Утфе; † 29 септември 1872, Шьонберг, погребана там), неомъжена.